# ريغينال غورو
ريغينال غورو (Réginal Goreux) (31 ديسمبر 1987 في سانت ميشيل دي اتالايا في هايتي – )؛ هو لاعب كرة قدم كان يلعب كمدافع. يلعب مع منتخب هايتي لكرة القدم منذ عام 2011.

## مسيرته الكروية
لعب ريغينال غورو خلال مسيرته الاحترافية مع 3 أندية في أربعة عشر موسمًا وسجل خلالها 10 أهداف ضمن 214 مباراة. حيث فاز في موسمين بالكأس وفي موسمين بالدوري.
خاض ريغينال غورو مسيرته مع نادي ستاندارد لييج في موسم 2007–08 في المرة الأولى ليلعب معه ستة مواسم ثم في موسم 2015–16 ليلعب معه خمسة مواسم، مشاركًا طوالها في 162 مباراة سجل خلالها 7 أهداف. ثم انتقل إلى نادي كريليا سوفيتوف سامارا في موسم 2012–13 ولمدة موسمين، حيث شارك في 38 مباراة سجل خلالها 3 أهداف. لينتقل بعدها إلى نادي روستوف في موسم 2014–15 لمدة موسم واحد، مشاركًا في 14 مباراة ولم يسجل أي هدف.

## وصلات خارجية
- ريغينال غورو على موقع الاتحاد الأوربي (الإنجليزية)
- ريغينال غورو على موقع قاعدة بيانات كرة القدم.إي يو (الإنجليزية)
- ريغينال غورو على موقع ناشيونال فوتبول تيمز (الإنجليزية)
- ريغينال غورو على موقع Soccerway.com (الإنجليزية)
- ريغينال غورو على موقع عالم كرة القدم.نت (الإنجليزية)
- ريغينال غورو على موقع AS.com (الإسبانية)